# 연주 시차

연주 시차(年周視差, 영어: parallax)는 어떤 천체를 바라보았을 때 지구의 공전에 따라 생기는 시차를 뜻하며, 지구 공전의 결정적 증거이다. 연주 시차는 실제 시차의 절반, 즉 태양과 바라보는 천체를 잇는 직선, 그리고 지구와 바라보는 천체를 잇는 직선이 이루는 각으로 나타낸다. 최초의 연주 시차측정은 1838년 프리드리히 베셀이 백조자리 61을 주기적으로 관측하여 0.62초각이라는 정확한 연주 시차 측정에 성공한다. 1분은 1°의 1/60에 해당하며 1초는 1분의 1/60에 해당한다. 즉 1° = 60' = 3600" 인 것이다
연주 시차를 구하면 해당 천체와의 거리를 구할 수 있다. 그러나 대부분의 별은 매우 멀리 있어 연주시차도 아주 작기 때문에(최대가 센타우루스자리 알파의 연주 시차인 0.76초각) 지구의 대기 산란 효과 등으로 인해 미세한 연주시차는 계산할 수 없으며, 때문에 연주시차를 사용해 천체와의 거리를 구하는 것은 매우 제한적이며 상대적으로 가까운 별들의 거리만 잴 수 있다.지표에서 측정하면 멀게는 100파섹 정도에 있는 별까지의 거리를 알 수 있다. 보다 먼 별, 성단이나 은하의 거리는 포거슨 방정식이나 허블-르메르트 법칙을 사용하여 별의 거리를 구한다. 최근에는 인공위성을 사용해 더 멀리 있는 별들의 연주시차를 구하는 프로젝트도 계획되고 있다. 